# B, la película
B, la película è un film del 2015 diretto da David Ilundain.